# 第二次的女朋友
「2℃目の彼女」（第二次的女朋友）為日本的視覺系樂團・SID的主流單曲第二張作品。
於2009年1月14日,由唱片公司キューンレコード販售。

## 概要
- シド的第一首冬季歌曲、團員ゆうや稱其為「最棒的冬之曲」。
- 標題的「2度」改為音相近的「2℃」、為的是讓首次購買樂團歌曲的民眾留意到這層諧音而命名。
- 初回盤的A、B版本收錄不同的影像作品。
- 此創作成功拿下史上第一個以樂團身分得到（Oricon）TOP3成績之紀錄。

## 收錄曲
1. 2℃目の彼女 [4:14]
  - 作詞：マオ、作曲：Shinji、編曲：シド・西平彰

TBS系『あらびき団』12・1月片尾曲
2. 泣き出した女と虚無感 [4:00]
  - 作詞：マオ、作曲：御恵明希、編曲：シド・Sakura

『ジェムケリー』的廣告曲。
歌詞一開始使用「俺」(男性第一人稱用語)來表示。後期收錄於專輯「hikari」、B面曲的原創專輯收錄paint pops的共同合輯有「合鍵」及「微熱」。
3. お別れの唄（Live at 日本武道館 2008.11.2） [4:04]
  - 作詞：マオ、作曲：Shinji、編曲：シド・Sakura

## 收錄Album 專輯
- 『hikari』（#1,2）

Template:シド